# Інтерференція (лінгвістика)
Інтерфере́нція (від лат. inter — між, взаємно та ferens, ferentis — який несе, переносить) — взаємодія мовних систем в умовах білінгвізму, яка виникає або у процесі мовних контактів, або у процесі індивідуального засвоєння нерідної мови. Відповідно, розрізняють колективну та індивідуальну інтерференцію. У процесі інтерференції відбувається процес мимовільного, спонтанного перенесення (звідси й латинська назва поняття), накладання ознак системи однієї мови на систему іншої. Результат такого перенесення виявляється в появі відхилень від норми та системи однієї мови під впливом іншої. Головне джерело інтерференції — розбіжності в системах взаємодіючих мов. У науковій літературі, зокрема, уживають терміни мовна інтерференція та лінгвальна інтерференція. Поняттям інтерференція також безпосередньо позначають її наслідок.
Лінгвальна інтерференція може виявлятися абсолютно на всіх рівнях мови: від фонологічного до синтаксичного. Однак інтерференція особливо помітна у фонетиці. Кожна людина володіє притаманною її рідній мові артикуляційною базою, яка часто стає на заваді вивчення фонетики іншої мови, спричиняючи, таким чином, акцент. Скажімо, ті, для кого російська мова є рідною, спілкуючись українською, пом'якшують у вимові шиплячі [ч'ай], [ч'ого], оглушують кінцеві приголосні [сказаф], [написаф], що порушує українську орфоепічну норму. В українців та росіян виникають труднощі з вимовою англійських інтердентальних звуків [ð] та [θ], французького увулярного (язичкового) [r].

## Залишкова інтерференція
Інтерференцію розглядають як на рівні синхронії, так і діахронії. Мови, що зазнали інтерференційного впливу в минулому, можуть містити його сліди у вигляді субстрату та суперстрату.

## Дослідження інтерференції
Мовну інтерференцію активно досліджували та досліджують як вітчизняні, так і зарубіжні лінгвісти. До питань мовної інтерференції зверталися Ю. О. Жлуктенко, С. В. Семчинський, У. Вайнрайх, Pieter Muysken, Peter Auer, François Grosjean та багато інших.